# LessWrong
LessWrong (também conhecido como Less Wrong) é um blog e fórum comunitário voltado para a discussão de vieses cognitivos, filosofia, psicologia, economia, racionalidade e inteligência artificial, entre outros tópicos.

## Propósito
O LessWrong promove mudanças no estilo de vida que a comunidade acredita que levem ao aumento da racionalidade e ao autoaperfeiçoamento. As postagens geralmente se concentram em evitar vieses relacionados à tomada de decisões e à avaliação de evidências. Uma sugestão é o uso do teorema de Bayes como ferramenta para a tomada de decisões. Há também um foco nas barreiras psicológicas que impedem a boa tomada de decisões, incluindo o condicionamento do medo e os vieses cognitivos estudados pelo psicólogo Daniel Kahneman.
O LessWrong também se preocupa com o transhumanismo, as ameaças existenciais e a singularidade. O The New York Observer destaca que "Apesar de se descrever como um fórum sobre 'a arte da racionalidade humana', o grupo Less Wrong de Nova York [...] está fixado em um ramo do futurismo que pareceria mais adequado a um multiplex 3D do que a um seminário de pós-graduação: a terrível ameaça existencial - ou, com sorte, a promessa utópica - conhecida como a Singularidade tecnológica [...]. Ao se autodenominarem 'racionalistas', como a equipe do Less Wrong fez, fica muito mais difícil descartá-los como uma 'seita apocalíptica'."

## História
O LessWrong foi desenvolvido a partir do Overcoming Bias, um blog anterior do grupo focado na racionalidade humana, que começou em novembro de 2006, com o pesquisador de inteligência artificial Eliezer Yudkowsky e o economista Robin Hanson como os principais colaboradores. Em fevereiro de 2009, as publicações de Yudkowsky foram usadas como material de base para criar o blog da comunidade LessWrong, e o Overcoming Bias tornou-se o blog pessoal de Hanson. Em 2013, uma parte significativa da comunidade racionalista mudou o foco para o Slate Star Codex de Scott Alexander.
O LessWrong e o movimento que o cerca são os temas do livro de 2019 The AI Does Not Hate You (A IA não odeia você), escrito pelo ex-correspondente científico do BuzzFeed, Tom Chivers.

### Basilisco de Roko
Em julho de 2010, o participante do LessWrong, Roko, publicou um experimento mental no site em que um futuro sistema de IA benevolente tortura as pessoas que ouviram falar da IA antes de ela existir e não trabalharam incansavelmente para trazê-la à existência, a fim de incentivar esse trabalho. Usando a "teoria da decisão atemporal" de Yudkowsky, a postagem afirmava que fazer isso seria benéfico para a IA, embora não pudesse afetar causalmente as pessoas no presente. Essa ideia ficou conhecida como "basilisco de Roko", com base na ideia de Roko de que o simples fato de ouvir sobre a ideia daria ao sistema de IA hipotético incentivos mais fortes para empregar chantagem. Yudkowsky excluiu as postagens de Roko sobre o assunto, dizendo que a publicação era "estúpida", pois a disseminação de informações que podem ser prejudiciais até mesmo para quem está ciente delas é, por si só, um ato prejudicial, e que a ideia, embora criticamente falha, representava um espaço de pensamento que poderia conter "um pensamento genuinamente perigoso", algo considerado um risco de informação. A discussão sobre o basilisco de Roko foi proibida no LessWrong por vários anos porque Yudkowsky havia declarado que ela causava colapsos nervosos em alguns leitores. A proibição foi suspensa em outubro de 2015.
David Auerbach escreveu na Slate que "a combinação de ambições messiânicas, estar convencido de sua própria infalibilidade e muito dinheiro nunca dá certo, independentemente da ideologia, e não espero que Yudkowsky e seus companheiros sejam uma exceção. Eu me preocupo menos com o Basilisco de Roko do que com as pessoas que acreditam ter transcendido a moralidade convencional."
O basilisco de Roko foi mencionado no videoclipe de Grimes, cantora canadense, para sua música "Flesh Without Blood", de 2015, por meio de uma personagem chamada "Rococo Basilisk", que foi descrita por Grimes como "condenada a ser eternamente torturada por uma inteligência artificial, mas ela também é parecida com Maria Antonieta". Após pensar nesse trocadilho e descobrir que Grimes já o havia feito, Elon Musk entrou em contato com Grimes, o que os levou a um namoro. O conceito também foi mencionado em um episódio de Silicon Valley intitulado "Facial Recognition".
O Basilisco foi comparado à aposta de Pascal.

## Altruísmo eficaz
O LessWrong desempenhou um papel significativo no desenvolvimento do movimento do altruísmo eficaz (EA), e as duas comunidades estão intimamente ligadas.:227 Em uma pesquisa com usuários do LessWrong em 2016, 664 dos 3.060 entrevistados, ou 21,7%, se identificaram como "altruístas eficazes". Uma pesquisa separada sobre altruístas eficazes em 2014 revelou que 31% dos entrevistados tinham ouvido falar da EA pela primeira vez por meio do LessWrong, embora esse número tenha caído para 8,2% em 2020. Dois dos primeiros defensores do altruísmo eficaz, Toby Ord e William MacAskill, conheceram o filósofo transhumanista Nick Bostrom na Universidade de Oxford. A pesquisa de Bostrom influenciou muitos altruístas eficazes a trabalhar na redução do risco existencial.